# Расуерос
Расуерос (ісп. Rasueros) — муніципалітет в Іспанії, у складі автономної спільноти Кастилія-і-Леон, у провінції Авіла. Населення — 250 осіб (2010).
Муніципалітет розташований на відстані близько 130 км на північний захід від Мадрида, 50 км на північний захід від Авіли.
На території муніципалітету розташовані такі населені пункти: (дані про населення за 2010 рік)
- Расуерос: 221 особа
- Сан-Крістобаль-де-Трабанкос: 29 осіб

## Демографія
Динаміка населення (INE ):